# Hof ter Mick

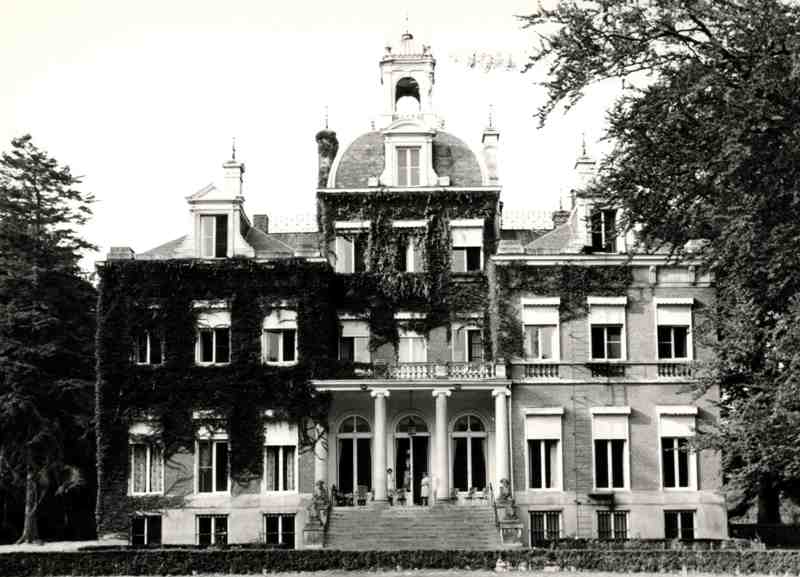
Hof ter Mick

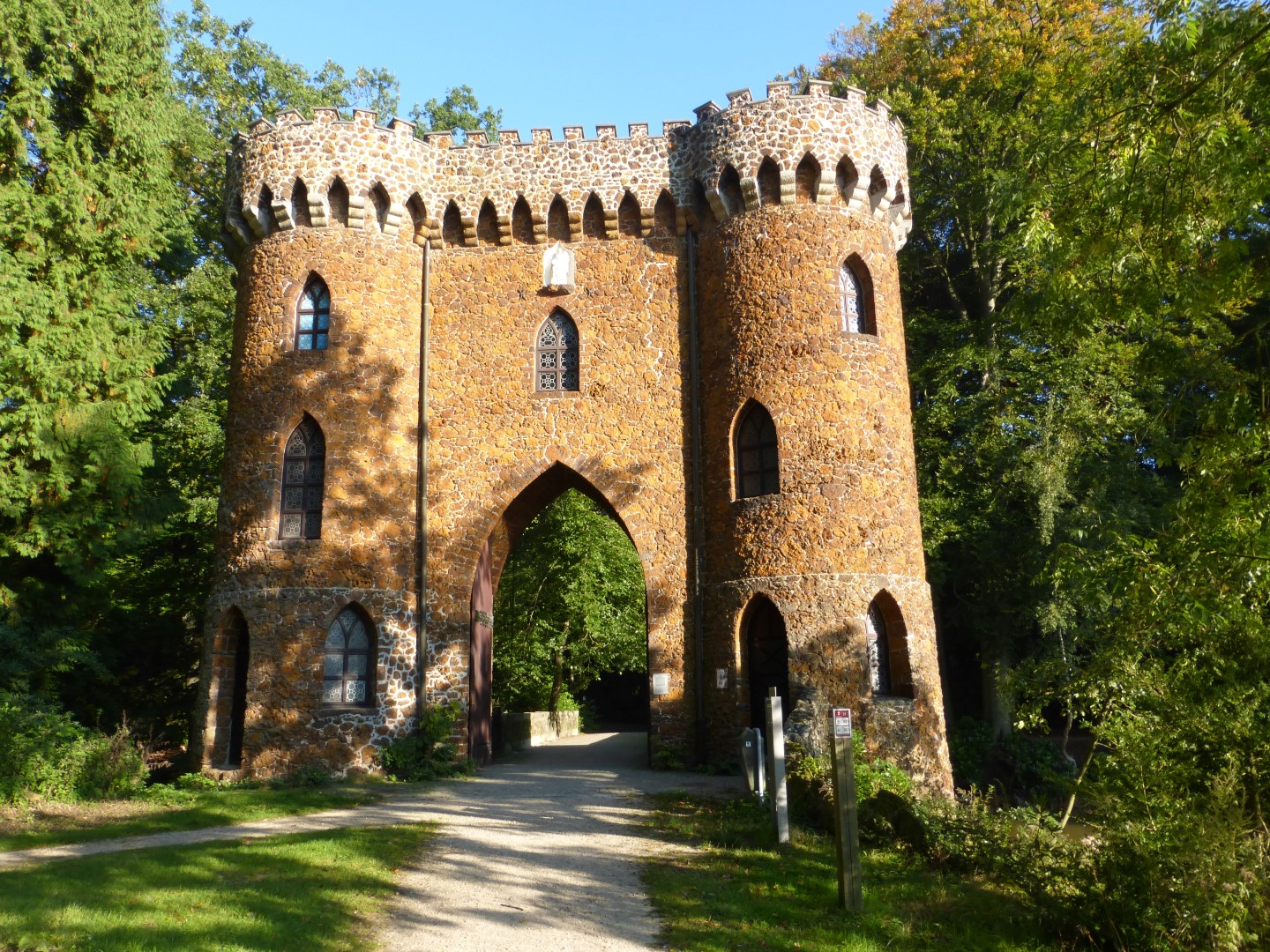
Toegangspoort

Het Hof ter Mick is een voormalig kasteel nabij de tot de Antwerpse gemeente Brasschaat behorende plaats Maria-ter-Heide, gelegen aan Mikhof 9.
Het kasteel werd in 1785 gebouwd naar ontwerp van Barnabé Guimard. In 1830 werd het vergroot. In 1871 brak er brand uit, waarna het kasteel werd herbouwd in opdracht van de toenmalige eigenaar, behorende tot het geslacht Della Faille de Leverghem. Uiteindelijk werd het kasteel een herstellingsoord.
In 1830 werd een groot deel van het omringende park aangelegd, naar ontwerp van Charles-Henri Petersen, in Engelse landschapsstijl. Het park meet 37 ha en omvat ook een arboretum. De Amerikaanse eik werd hier voor het eerst in België aangeplant, en wel in 1803 (toen België overigens nog niet bestond).
Het kasteel heeft een U-vormige plattegrond en werd gebouwd in neoclassicistische stijl met Italiaanse en renaissance-invloeden.
De brug en de toegangspoort zijn van 1830 en gebouwd in neogotische stijl. De poort zou een kopie zijn van de Porte d'Auron te Bourges.